# Forca Estasen
La Forca Estasen és una muntanya de 3.028 m d'altitud, amb una prominència de 33 m, que es troba al massís de la Maladeta, província d'Osca (Aragó).
El cim porta aquest nom en honor de Lluís Estasen, important pirineista català.